# Can Maibé
Can Maibé és una masia gòtica de Tiana (Maresme) inclosa a l'Inventari del Patrimoni Arquitectònic de Catalunya.

## Descripció
És un edifici civil; es tracta d'una antiga masia molt reformada, de manera que, pràcticament, parlem d'un edifici nou que ha conservat només alguns elements de l'anterior com, per exemple, els finestrals gòtics situats a la segona planta, en forma d'arc conopial amb lobulacions decoratives i la línia d'imposta esculpida. La resta de l'edifici, amb planta baixa i un pis, no té cap mena d'interès arquitectònic.